# Sotheby’s
Sotheby’s – międzynarodowa sieć domów aukcyjnych, z siedzibą Nowym Jorku przy York Avenue na Manhattanie. Przedsiębiorstwo założone zostało w 1744 roku, w Londynie. Jego pierwotna siedziba mieściła się przy ulicy Strand, w 1917 roku przeniesiona na New Bond Street, gdzie Sotheby’s posiada dom aukcyjny do dziś.
Pierwsza aukcja przeprowadzona przez założyciela firmy, Samuela Bakera, odbyła się 11 marca 1744 i dotyczyła sprzedaży kilkuset książek. Obecnie Sotheby’s osiąga roczne obroty w wysokości 2 miliardów dolarów. Jego najwięksi rywale to domy aukcyjne Christie’s i Bonhams.
Od 2019 roku przedsiębiorstwo jest własnością spółki, należącej do Patricka Drahiego. Uprzednio była to spółka publiczna, której akcje notowane były na Nowojorskiej Giełdzie Papierów Wartościowych (NYSE).